# قصر اولاد سلطان
قصر اولاد سلطان (عربی: قصر أولاد سلطان) یک انبار غله محصور یا قصر واقع در منطقه تطاوین در جنوب تونس است. قصر در دو حیاط گسترش یافته‌است، که هر کدام از آنها دارای اتاق‌هایی‌های چندمنظوره انبار یا غرفه هستند.
قصر اولاد سلطان، مانند دیگر قصور (جمع مکسر قصر) ساخته‌شده توسط جوامع بربر، در بالا ی تپه قرار دارد، تا به محافظت از آن در برابر راهزنان در قرن‌های گذشته، کمک کند.
این قصر، در حال حاضر یک مقصد توریستی است که بازدیدکنندگان برای دیدن غرفه‌های ذخیره‌سازی آن که به خوبی نگهداری شده‌اند می‌آیند. همچنین در فیلم «جنگ ستارگان قسمت اول: تهدید شبح» در بعضی از صحنه‌هایی که محله‌های فرعی 'مس اسپا' را نشان می‌داد به عنوان جایی که آناکین اسکای‌واکر به عنوان یک پسر زندگی می‌کرد، استفاده شده‌است.

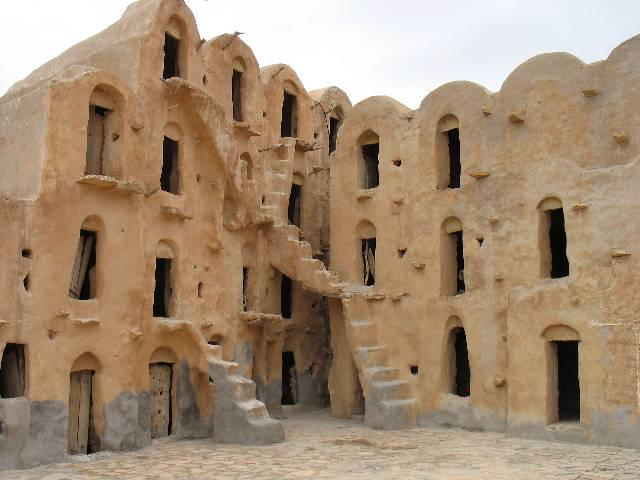
غرفه‌های چند طبقهٔ قصر اولاد سلطان
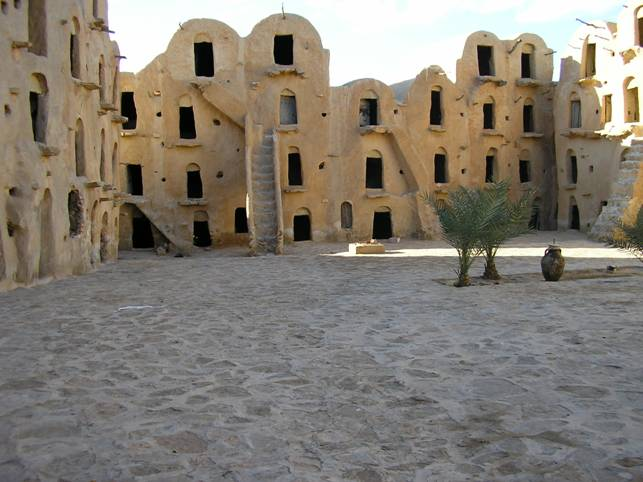
یکی از حیاطهای قصر
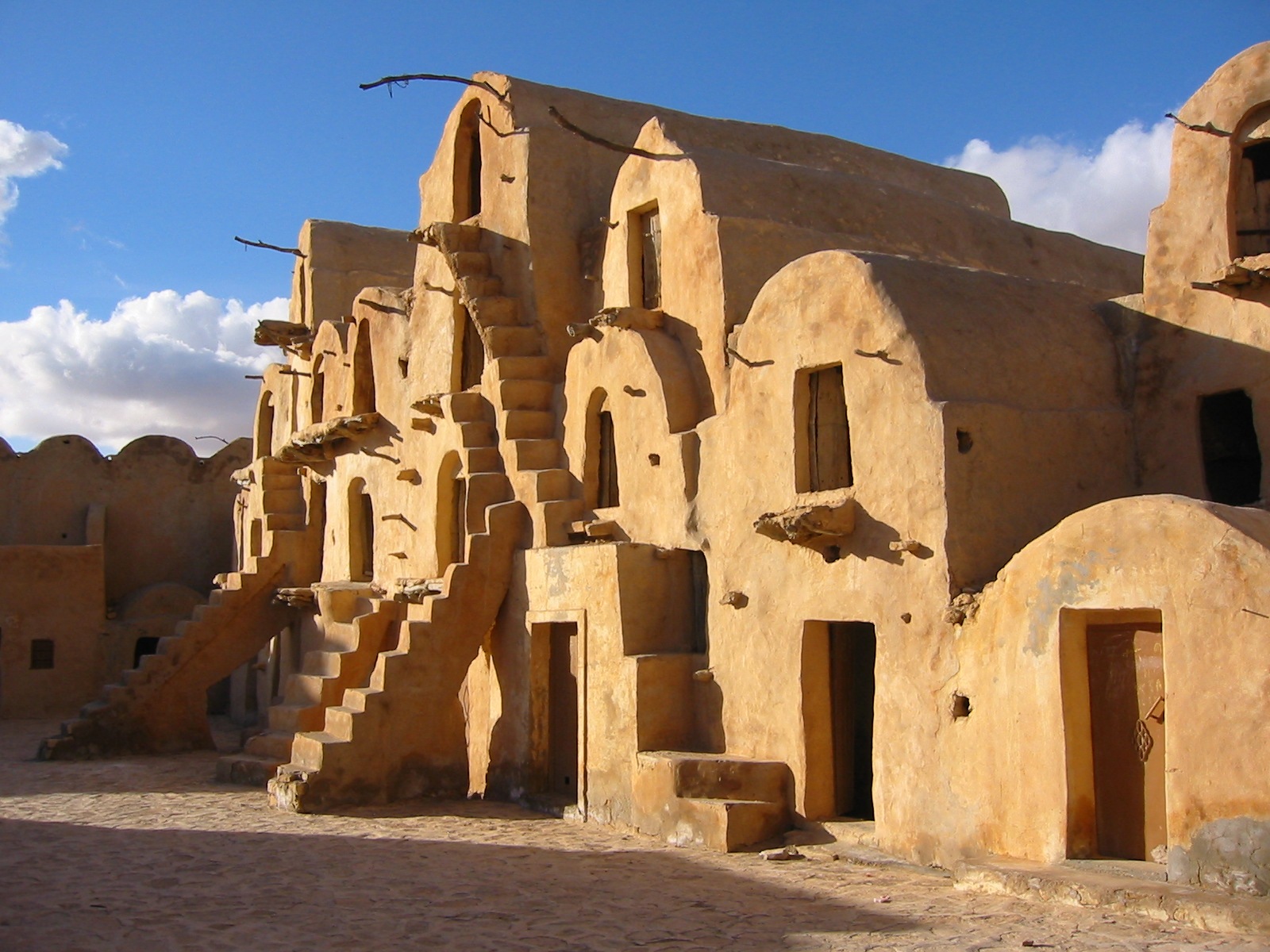
غرفه‌های قصر